# Nina Kaczorowski
Nina Kaczorowski (ur. 6 czerwca 1976 w New Jersey)  znana również jako Nina K – amerykańska aktorka, kaskaderka, modelka i tancerka.
Nina urodziła się 6 czerwca 1976 w New Jersey w polskiej rodzinie pochodzącej z Łodzi i była wychowywana w polskiej tradycji. Gdy miała sześć lat przeprowadziła się do Teksasu. Jako nastolatka zaczęła karierę modelki w Houston i Dallas a w wieku 19 lat rozpoczęła naukę zawodu kaskadera. Nina wcześnie odniosła sukces w modelingu i przeprowadziła się do Nowego Jorku, gdzie była jedną z najbardziej rozchwytywanych modelek. Po sukcesach w Nowym Jorku występowała w reklamach telewizji krajowej a za namową menadżera przeprowadziła się do Hollywood.

## Filmografia
- 1997: Once Upon a Time in China and America
- 1998: Prosty plan
- 2000: Wygrane marzenia
- 2001: Kocurek
- 2001: Pearl Harbor
- 2001: A.I. Sztuczna inteligencja
- 2002: Austin Powers i Złoty Członek
- 2002: Raport mniejszości
- 2005: Wyspa
- 2006: Two Tickets to Paradise